# Викарни епископ топлички
Викарни епископ топлички је титула коју носи викарни архијереј у Српској православној цркви. Почасна је титула помоћном епископу патријарха српског.
Српска православна црква је у 20. веку обновила успомену на стару Топличку епархију тако што је установила службу помоћног епископа са насловом епископ топлички.
Свети архијерејски сабор Српске православне цркве на свом редовном прољећном засједању 23. маја 2014. изабрао је архимандрита Арсенија (Главчића) за епископа топличког, као викара Архиепископије београдско-карловачке.

## Епископи
- Висарион Костић (1947 — 1951)
- Доситеј Стојковић (1951 — 1958)
- Митрофан Кодић (1987 — 1991)
- Арсеније Главчић (2014 — 2017)
- Јеротеј Петровић (2021—2022)
- Петар Богдановић (2022—тренутни)